# Sounds Like a Melody
Sounds Like a Melody är en låt av den västtyska popgruppen Alphaville, från gruppens debutalbum "Forever Young". Singeln utkom den 14 maj 1984.
I Sverige toppade låten den 8 september 1984 den första Trackslistan någonsin.

## Coverversioner
Ett av temana från låten användes av eurodancegruppen Cappella i deras låt "U Got 2 Let the Music" 1993.
DJ Doo's "The Beginning" är baserat på ett riff liknande det i "Sounds Like a Melody."

## Låtlista
7"-singel
1. "Sounds Like a Melody" (4:29)
2. "The Nelson Highrise (Sector One : The Elevator)" (3:14)

12"-maxi
1. "Sounds Like a Melody" (7:42)
2. "The Nelson Highrise (Sector One : The Elevator)" (4:12)

## Listplaceringar
| Lista (1984-1985)         | Topplacering |
| ------------------------- | ------------ |
| Österrikiska singellistan | 3            |
| Franska singellistan      | 10           |
| Norska singellistan       | 5            |
| Svenska singellistan      | 1            |
| Schweiziska singellistan  | 4            |